# Општина Пражени (Ботошани)
Пражени (рум. Prăjeni) општина је у Румунији у округу Ботошани.
Oпштина се налази на надморској висини од 73 m.